# Bencomo Express
Die Bencomo Express ist eine Katamaran-Schnellfähre der Reederei Fred. Olsen Express, die 1999 für den Linienverkehr zwischen den kanarischen Inseln in Dienst gestellt wurde.

## Namen
Bei Indienststellung erhielt die Fähre den Namen Benchijigua Express und war damit das erste Schiff, das diesen Namen trug. Bereits im Jahr der Indienststellung, am 30. November 1999, wurde die Schnellfähre umbenannt in Bentayga Express. Seit dem 22. September 2004 trägt sie den Namen Bencomo Express.

## Einsatz
Gemeinsam mit ihrem Schwesterschiff Bentago Express bedient die Bencomo Express die Route zwischen Agaete auf Gran Canaria und Santa Cruz de Tenerife.

## Technik
Die Bencomo Express ist eines von sechs Schiffen der 96m-Klasse, die Incat in Hobart, Tasmanien gebaut hat. Zwei weitere Schiffe von Fred. Olsen Express, die Bentago Express und die Bonanza Express, gehören ebenfalls dieser Baureihe an.

### Maschinenanlage und Antrieb
Die Maschinenanlage der Bencomo Express besteht aus vier 18-Zylinder-Dieselmotoren des Typs Caterpillar 18V3618. Bei einer Drehzahl von 1.050/min entwickeln die Motoren eine Leistung von jeweils 7.200 kW (circa 9.789 PS).
Zur Kraftübertragung werden vier Untersetzungsgetriebe Reintjes VLJ 6831 verwendet.
Der Antrieb der Bencomo Express erfolgt über vier Lips 150/3 D Wasserstrahlantriebe, die auch die Steuerung und Rückwärtsfahrt ermöglichen.
Zur Dämpfung der Rollbewegungen ist das Schiff mit zwei Paar Stabilisatoren ausgestattet.
Vier Dieselgeneratoren Caterpillar 3406B mit je 245 kW erzeugen die elektrische Energie als Dreiphasenwechselstrom mit 415 V, 50 Hz.

## Ausstattung
Die Benccomo Express kann bis zu 859 Passagiere aufnehmen. Wegen der kurzen Überfahrtszeiten gibt es keine Passagierkabinen. Zum Fahrzeugtransport stehen im Ladedeck 330 Meter Bahnlänge zur Verfügung.